# Lista de presidentes de Palau
A seguir uma lista dos presidentes de Palau, desde 2 de março de 1981.

## Lista de presidentes de Palau
| N.º | Presidente | Presidente               | Mandato                                       | Vice-presidente                                              | Eleição   | Ref.                |
| --- | ---------- | ------------------------ | --------------------------------------------- | ------------------------------------------------------------ | --------- | ------------------- |
| 1   |            | Haruo Remeliik           | 2 de março de 1981 – 30 de junho de 1985      | Alfonso Oiterong                                             | 1980 1984 | [ 1 ]               |
| 2   |            | Thomas Remengesau Sênior | 30 de junho de 1985 – 2 de julho de 1985      | Vacante                                                      | –         | [ 2 ]               |
| 3   |            | Alfonso Oiterong         | 2 de julho de 1985 – 25 de outubro de 1985    | Vacante                                                      | –         | [ 1 ]               |
| 4   |            | Lazarus Salii            | 25 de outubro de 1985 – 20 de agosto de 1988  | Thomas Remengesau Sênior                                     | 1985      | [ 3 ]               |
| (2) |            | Thomas Remengesau Sênior | 20 de agosto de 1988 – 1 de janeiro de 1989   | Vacante                                                      | Sucessão  | [ 4 ]               |
| 5   |            | Ngiratkel Etpison        | 1 de janeiro de 1989 – 1 de janeiro de 1993   | Kuniwo Nakamura                                              | 1988      | [ 4 ]               |
| 6   |            | Kuniwo Nakamura          | 1 de janeiro de 1993 – 1 de janeiro de 2001   | Tommy Remengesau                                             | 1992 1996 | [ 5 ]               |
| 7   |            | Tommy Remengesau         | 1 de janeiro de 2001 – 15 de janeiro de 2009  | Sandra Pierantozzi (2001-2005) Elias Camsek Chin (2005-2009) | 2000 2004 | [ 6 ]               |
| 8   |            | Johnson Toribiong        | 15 de janeiro de 2009 – 17 de janeiro de 2013 | Kerai Mariur                                                 | 2008      | [ 7 ]               |
| 9   |            | Tommy Remengesau         | 17 de janeiro de 2013 – 21 de janeiro de 2021 | Antonio Bellis (2013-2017) Raynold Oilouch (2017-2021)       | 2012 2016 | [ 6 ]               |
| 10  |            | Surangel Whipps Jr.      | 21 de janeiro de 2021 – em exercício          | Vacante                                                      | 2020      | [carece de fontes?] |